# Giovanni Battista Becchi
Giovanni Battista Becchi (Savona, 1785 – 13 maggio 1845) è stato un presbitero italiano, fondatore delle Figlie di Nostra Signora della Neve.

## Biografia
Nacque a Savona nel 1785 in una famiglia agiata. Ebbe come figura di riferimento lo zio Bartolomeo, canonico e rettore della chiesa della Madonna della Neve presso il quale studiò.
Maturò presto la vocazione al sacerdozio, assieme a una spiccata sensibilità verso i problemi dei giovani di Savona. Il 14 marzo 1813 fu ordinato sacerdote e, nominato canonico della Cattedrale, dal dicembre del 1828 al settembre 1829 fu il responsabile della parrocchia di San Giovanni Battista. Si informava di attualità, con il contributo del fratello Carlo Lino, che fu impegnato nell'amministrazione urbana e ricoprì l'incarico di sindaco, e leggeva trattati pedagogici.
Supportato dall'aiuto del fratello avvocato Giuseppe Bartolomeo, nel 1830 ospitò nella propria abitazione in Vico del Mulino sette ragazze, facendole istruire e curandone personalmente la formazione spirituale per tredici anni, in vista dell'apertura di un asilo e con l'intenzione di dar vita a una comunità religiosa.
Il 21 novembre 1843 chiese ufficialmente al vescovo Alessandro Riccardi di Netro di fondare una nuova congregazione, nata l'8 dicembre successivo. Morì nel 1845 dopo una breve malattia.